# Tren de largo recorrido
Tren de largo recorrido es un álbum en vivo de la banda de rock española La Unión, publicado en 1992 por Warner Music Group y producido por Peter Walsh y La Unión. Contiene el audio de un concierto de la banda grabado en el Coliseum de La Coruña el 19 de octubre de 1991  durante la gira presentación de su álbum Tentación.
El nombre del álbum procede de la canción homónima, que a su vez es una versión de Long Train Running de The Doobie Brothers.
Se lanzaron dos ediciones: una sencilla, con 14 canciones, y otra doble, con 18 canciones, siendo "Mi Viejo Barrio", "Entre Flores Raras", "Mas Dura Será la Caída" y "El Rey del Ring" las canciones adicionales.

## Lista de canciones

#### Edición 16 canciones (CD/LP/Casete sencillo)
1. Más y más
2. Maracaibo
3. Dámelo ya
4. Dónde estabais
5. Medley: Amor fugaz / El "San Francisco" / Blues
6. Lobo-hombre (party mix)
7. Lobo-hombre en París
8. Si tú quisieras
9. Fueron los celos
10. Vivir al Este del Edén
11. Ella es un volcán
12. Sildavia
13. Tren De Largo De Recorrido
14. Berlín

#### Edición 18 canciones (Doble CD/LP/Casete)

##### CD/LP1
1. Más Y Más
2. Maracaibo
3. Dámelo Ya
4. Mi Viejo Barrio
5. Dónde Estabais (En Los Malos Tiempos)
6. Entre Flores Raras
7. Medley: Amor Fugaz / El "San Francisco" / Blues
8. Lobo-Hombre (Party Mix)
9. Lobo-Hombre En París

##### CD/LP2
1. Si Tú Quisieras
2. Fueron Los Celos
3. Vivir Al Este Del Edén
4. Ella Es Un Volcán
5. Sildavia
6. Más Dura Será La Caída
7. Tren De Largo De Recorrido
8. El Rey Del Ring
9. Berlín

## Créditos
- Luis Bolín - Bajo y voz
- Mario Martinez - Guitarra
- Rafa Sánchez - Voz